# Linda Grubben
Linda Grubben (geboren Tjørhom, Stavanger, 13 september 1979) is een voormalige Noorse biatlete.
Ze werd bij de wereldkampioenschappen van 2007 kampioen op de 15 kilometer individueel,
waarna ze verrassend haar afscheid van de biatlonsport aankondigde.

## Belangrijkste resultaten

### Wereldkampioenschappen Junioren
| Jaar | Plaats             | Resultaten                                                                           |
| ---- | ------------------ | ------------------------------------------------------------------------------------ |
| 1997 | Forni Avoltri      | 10de 12,5 km individueel · 7de 7,5 km sprint · 3 x 7,5 km estafette                  |
| 1998 | Jerico Val Cartier | 6de 12,5 km individueel · 7,5 km sprint                                              |
| 1999 | Poljuka            | 12,5 km individueel · 10 km achtervolging · 7,5 km sprint · 6de 3 x 7,5 km estafette |

### Wereldkampioenschappen
| Jaar | Plaats     | Resultaten |
| ---- | ---------- | --- |
| 2000 | Oslo       | 14de 15 km individueel                                                                                               |
| 2001 | Pokljuka   | 40ste 15 km individueel                                                                                              |
| 2004 | Oberhof    | 28ste 10 km achtervolging · 32ste 7,5 km sprint · 4 x 6 km estafette                                                 |
| 2005 | Hochfilzen | 15 km individueel · 12de 12,5 km massastart · 14de 10 km achtervolging · 19de 7,5 km sprint · 5de 4 x 6 km estafette |
| 2006 | Pokljuka   | gemengde estafette                                                                                                   |
| 2007 | Antholz    | 15 km individueel · 6de 12,5 km massastart · 10 km achtervolging · 18de 7,5 km sprint · 4 x 6 km estafette           |

### Olympische Winterspelen
| Jaar | Plaats         | Resultaten |
| ---- | -------------- | --- |
| 2002 | Salt Lake City | 39ste 15 km individueel · 4 x 6 km estafette                                                                       |
| 2006 | Turijn         | 50ste 15 km individueel 19de 7,5 km sprint 15de 10 km achtervolging 14de 12,5 km massastart 5de 4 x 6 km estafette |

### Wereldbeker
Eindklasseringen
| Seizoen   | Algemeen | Individueel | Sprint | Achtervolging | Massastart |
| --------- | -------- | ----------- | ------ | ------------- | ---------- |
| 1999/2000 | 59e      |             |        |               |            |
| 2000/2001 | 29e      |             |        |               |            |
| 2001/2002 | 32e      |             |        |               |            |
| 2002/2003 | 18e      |             |        |               |            |
| 2003/2004 | 26e      |             |        |               |            |
| 2004/2005 | 9e       |             |        |               |            |
| 2005/2006 | 14e      |             |        |               |            |
| 2006/2007 | 6e       |             |        |               |            |